# 小畑哲夫
小畑 哲夫（こばた てつお、1896年（明治29年）5月12日 - 1971年（昭和46年）1月10日）は、大正から昭和期の実業家、政治家。参議院議員（1期）。

## 経歴
兵庫県宍粟郡神戸村（一宮町を経て現宍粟市一宮町）で、小畑彦太郎の二男として生まれる。1916年（大正5年）姫路師範学校を卒業した。
1916年、兵庫県内の小学校訓導に就任。その後、鉄鋼線材製造業を営む。阪神被覆電気溶接棒製造工業組合主事、同組合常務理事、西日本電極棒工業組合専務理事、日本電気溶接棒工業組合専務理事、日本溶接工業代表取締役、兵庫県宍粟郡神戸村薪炭組合長、同郡薪炭組合連合会副会長、兵庫県民主政治会宍粟郡支部長などを務めた。
1947年（昭和22年）4月の第1回参議院議員通常選挙に兵庫県地方区から民主党公認で出馬して当選（補欠、任期3年）し、その後、国民民主党に所属し参議院議員に1期在任した。この間、参議院商工委員長、同通商産業委員長、民主党幹事、同院内政策審議会副会長などを務めた。1950年（昭和25年）6月の第2回通常選挙に立候補したが落選した。
その他、1949年（昭和24年）兵庫県森林組合連合会長に就任した。
1966年（昭和41年）秋の叙勲で勲三等瑞宝章受章。
1971年（昭和46年）1月10日死去、74歳。死没日をもって正五位に叙される。